# ABS-plast

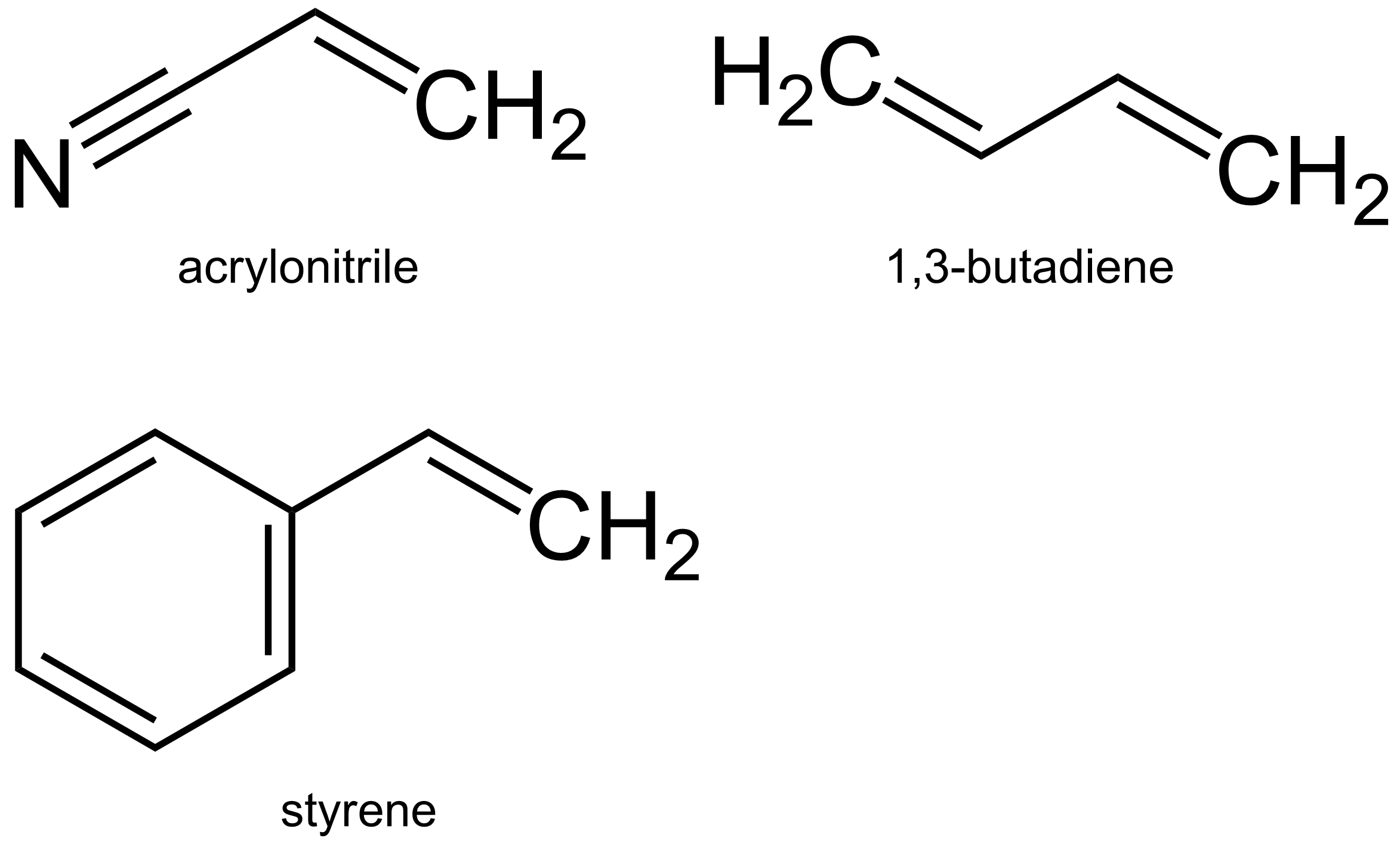
De A-, B- och S-monomererna som ingår i ABS-plast

ABS-plast är en sampolymer med olika mängd akrylnitril-, butadien- och styren-monomer. Den har den kemiska formeln (C8H8)x·(C4H6)y·(C3H3N)z.
Den används till stor del i vardagsprodukter, som till exempel hushållsredskap. Men även till kåpor för kontorsmaskiner, telefoner, dammsugare, datorer och instrumentpaneler. ABS-plast har väldigt goda egenskaper så som låg vikt, god hållfasthet och formbeständighet samt låg produktionskostnad.
ABS förekommer i en mängd olika kvaliteter med skiftande egenskaper genom att de ingående komponenterna kan varieras på många olika sätt. Materialet kännetecknas av bra slagseghet, ythårdhet och ytfinish. ABS är normalt inte genomskinligt men vissa kvaliteter kan göras genomskinliga. Akrylnitrilen förbättrar hållfastheten, kemikaliebeständigheten samt ger mindre risk för spänningssprickbildning jämfört med polystyren (PS). Slagsegheten är mycket bra även vid lägre temperaturer, ner mot -30 °C för vissa kvaliteter. 
ABS är resistent mot syror, alkaliska lösningar, alkohol, fett, olja, saltlösningar, mättade kolväten. 
Däremot är materialet känsligt för koncentrerade mineralsyror, aromatiska och klorerade kolväten, estrar och ketoner. 
Aceton är ett lösningsmedel för sampolymeren. Vattenupptagningen är högre än för PS vilket innebär att de elektriska egenskaperna försämras något. 
På grund av butadienet är ABS känsligt för UV-ljus vilket gör materialet olämpligt att användas utomhus. Då gulnar det, åldras och blir sprött. Det kan förbättras genom lackering eller med inblandning av kimrök. En variant för utomhusbruk är ASA där butadienet är utbytt mot ett akrylgummi. ABS kan elektropläteras och förkromas. Högsta användningstemperaturen är något högre än för PS.

## Miljöaspekter
För produktion av ett kilogram ABS behövs det ca två kilogram olja till råmaterial och energiförbrukning vid tillverkningen. Plasten kan även återanvändas med 99 procent renhet.